# 천가
천가(天嘉, 560년 ~ 566년 2월)는 남진(南陳) 문제(文帝) 진천(陳蒨)의 첫번째 연호이다. 6년 2개월 동안 사용하였다.

## 개원
- 영정(永定) 4년 1월 1일[1](560년 2월 12일)에 연호를 천가(天嘉)로 개원함.[2][3][4][5]

- 천가(天嘉) 7년 2월 29일[6](566년 4월 4일)에 연호를 천강(天康)으로 개원함.[2][3][7][5]

## 연대 대조표
| 천가        | 원년                            | 2년                 | 3년                 | 4년        | 5년        | 6년                 | 7년                 |
| 서기        | 560년                           | 561년               | 562년               | 563년      | 564년      | 565년               | 566년               |
| 간지        | 경진(庚辰)                      | 신사(辛巳)          | 임오(壬午)          | 계미(癸未) | 갑신(甲申) | 을유(乙酉)          | 병술(丙戌)          |
| 북제 (北齊) | 건명(乾明) 원년 황건(皇建) 원년 | 2년 태녕(太寧) 원년 | 2년 하청(河淸) 원년 | 2년        | 3년        | 4년 천통(天統) 원년 | 2년                 |
| 북주 (北周) | 무성(武成) 2년                  | 보정(保定) 원년     | 2년                 | 3년        | 4년        | 5년                 | 6년 천화(天和) 원년 |
| 후량 (後梁) | 대정(大定) 6년                  | 7년                 | 8년 천보(天保) 원년 | 2년        | 3년        | 4년                 | 5년                 |

## 동시대 연호

### 한국
신라(新羅)
- 개국(開國) (551년 ~ 568년)

### 중국
북제(北齊)
- 건명(乾明) (560년)
- 황건(皇建) (560년 ~ 561년)
- 태녕(太寧) (561년 ~ 562년)
- 하청(河淸) (562년 ~ 565년)
- 천통(天統) (565년 ~ 569년)

북주(北周)
- 무성(武成) (559년 ~ 560년)
- 보정(保定) (561년 ~ 566년)
- 천화(天和) (566년 ~ 572년)

후량(後梁)
- 대정(大定) (555년 ~ 562년)
- 천보(天保) (562년 ~ 585년)

고창국(高昌國)
- 건창(建昌) (555년 ~ 560년)
- 연창(延昌) (561년 ~ 601년)

기타 정권
- 소장(蕭莊) 천계(天啓) (558년 ~ 560년)

## 같이 보기
- 중국의 연호 목록